# Edmundo Xavier
Edmundo Xavier (1861-1933) foi um médico brasileiro, foi diretor da Faculdade de Medicina da Universidade de São Paulo.